# Пивний коктейль

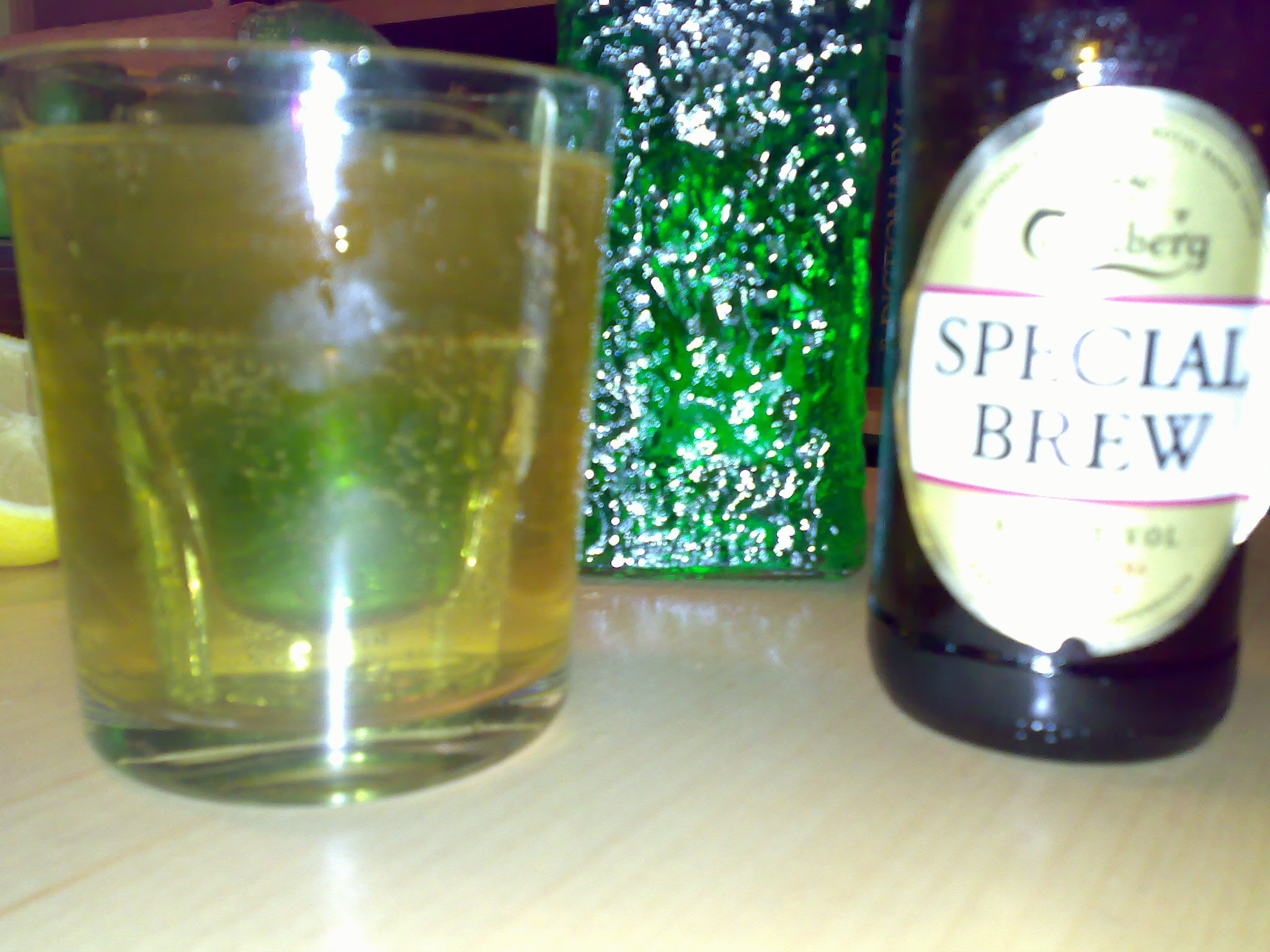
Чарка з мідорі, впущена у склянку шенді. Результат — досить міцний пивний коктейль.

Пивний коктейль — це коктейль, приготований шляхом змішування пива з міцним спиртним напоєм або іншим сортом пива. У коктейлі цього типу основним інгредієнтом є пиво. Суміш пива з напоєм, що містить безалкогольний напій, зазвичай називають шенді.

## Перелік пивних коктейлів
- Чорно-коричневий (англ. Black and Tan) — готують шляхом змішування блідого елю та темного пива на кшталт стаута чи портера. Традиційно використовують гіркий ель та стаут.
- Чорний оксамит (англ. Black Velvet) — стаут з додаванням ігристого вина чи шампанського. В бюджетній версії складниками є сидр та стаут.
- Бойлермейкер (англ. Boilermaker) — легкий ель, змішаний з пляшковим коричневим елем; в США це склянка пива з чаркою віскі.
- Брас Манкі (англ. Brass Monkey) — напій, приготований шляхом додавання апельсинового соку до частково хмільного солодового лікеру. Названий на честь однойменної пісні Beastie Boys, хоча на цю тему ще сперечаються.
- Коронаріта (англ. Coronarita) — пляшка пива Corona, перевернена в маргариту[1][2].
- Клем Пайнт (англ. Clam Pint) — лагер з напоєм Clamato (суміш томатного соку, спецій та молюскового бульйону). Подають попередньо змішаними або окремо. Популярний у Західній Канаді.
- Ніс собаки (англ. Dog's Nose) — пиво з джином.
- Полум'яний Доктор Пепер (англ. Flaming Doctor Pepper) — полум'яний напій, що містить пиво, міцний алкоголь та амарето. Смаком схожий на Dr Pepper.
- Кров ката (англ. Hangman's Blood) — портер у поєднанні з бренді, джином та ромом.
- Ірландська автобомба (англ. Irish Car Bomb) — ірландський стаут із змішаним шотом ірландського крему та ірландського віскі.
- Мічелада (англ. Michelada) — пиво, змішане з лимонним соком, сіллю, вустерським соусом та гострими соусами Валентина і Меґґі.
- Мікі Маус (англ. Mickey Mouse) — рівні частки лагеру та гіркого елю (біттеру)[3].
- Порчкролер (англ. Porchcrawler) — рівні частки пива, горілки та лимонадного концентрату.
- Ред Ай (англ. Red Eye) — пиво, напій Calamato, вустерський соус, перець.
- Бомба саке (англ. Sake Bomb) — шот саке, налитий або впущений у склянку з пивом.
- Укус змії (англ. Snakebite) — рівні частки лагеру та сидру.
- Том Бас (англ. Tom Bass) — ель марки Bass з шотом єгермейстру, подають в кухлі[4][5].
- Ю-Бут (англ. U-Boot) — склянка пива з чаркою горілки, опущеною на її дно.